# Carlo Lombardi
Carlo Lombardi (Lucca, 2 gennaio 1900 – Roma, 21 marzo 1984) è stato un attore italiano.

## Biografia
Debutta nella prosa teatrale come attor giovane, per passare nei primi anni venti nella compagnia di spettacolo diretta da Guglielmo Giannini, recitando a fianco di Emma Gramatica. Successivamente entra come primo attore nella compagnia di Luigi Carini e Antonella Petrucci, poi lavora con Camillo Pilotto e Kiki Palmer.
Nel 1930 viene scritturato da Jack Salvatori per le versioni di film americani in lingua italiana che in quel periodo si giravano negli studi di Joinville-le-Pont, presso Parigi, per conto della Paramount.
La Cines, nel 1932, gli offre un contratto per una serie di pellicole da girare negli studi di Roma in parti di secondo piano.
Incontra in quel periodo, in uno stabilimento di doppiaggio, l'attrice e doppiatrice Nella Maria Bonora, che sposerà poco dopo, anche se il matrimonio fallirà in breve tempo.
Per il Maggio Musicale Fiorentino nel 1933 è Teseo in Sogno di una notte di mezza estate di William Shakespeare per la regia di Max Reinhardt con Cele Abba, Giovanni Cimara, Nerio Bernardi, Rina Morelli, Sarah Ferrati, Cesare Bettarini, Armando Migliari, Ruggero Lupi, Luigi Almirante, Giuseppe Pierozzi, Memo Benassi, Evi Maltagliati ed Eva Magni con le musiche di Sogno di una notte di mezza estate (Mendelssohn) al Giardino di Boboli ed il re di Bretagna nella prima assoluta di La rappresentazione di Santa Uliva di Ildebrando Pizzetti nel Chiostro Grande della basilica di Santa Croce con la Morelli, Bettarini, Benassi, Andreina Pagnani, Lupi, la Ferrati, Bernardi, Migliari e Cimara per la regia di Jacques Copeau e nel 1935 il Capitano di popolo nella prima assoluta di Savonarola di Mario Castelnuovo-Tedesco in piazza della Signoria con Benassi, Fosco Giachetti, Filippo Scelzo, Ernesto Sabbatini, Pio Campa, Carlo Tamberlani e Nando Tamberlani.
Svolge, sempre alla fine degli anni 30, l'attività di attore radiofonico, presso Radio Roma, dell'EIAR, e successivamente alla Rai, anche in lavori della neonata televisione nazionale, sia nelle commedie che negli sceneggiati televisivi, fra cui Una tragedia americana, del 1962, diretto da Anton Giulio Majano.
Nel 1969 produce, scrive e dirige il suo unico film L'amore è come il sole.

## Filmografia

### Attore

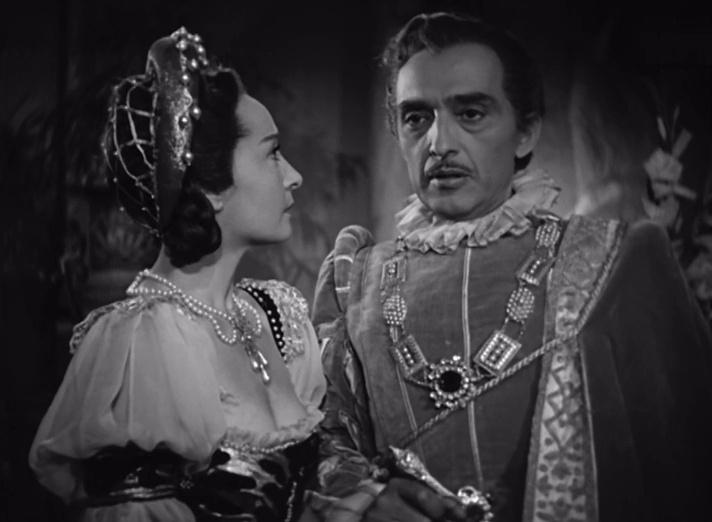
Carlo Lombardi con Clara Calamai nel film Il tiranno di Padova (1946)

- Il richiamo del cuore, regia di Jack Salvatori (1930)
- La riva dei bruti, regia di Mario Camerini (1930)
- La donna bianca, regia di Jack Salvatori (1930)
- L'uomo dell'artiglio, regia di Nunzio Malasomma (1931)
- Pergolesi, regia di Guido Brignone (1932)
- Il dono del mattino, regia di Enrico Guazzoni (1932)
- Zaganella e il cavaliere, regia di Gustavo Serena (1932)
- Giallo, regia di Mario Camerini (1933)
- La serva padrona, regia di Giorgio Mannini (1934)
- La signora di tutti, regia di Max Ophüls (1934)
- L'anonima Roylott, regia di Raffaello Matarazzo (1936)
- Scipione l'Africano, regia di Carmine Gallone (1937)
- L'ultima nemica, regia di Umberto Barbaro (1938)
- Duetto vagabondo, regia di Guglielmo Giannini (1938)
- Mille lire al mese, regia di Max Neufeld (1938)
- Ballo al castello, regia di Max Neufeld (1939)
- Stella del mare, regia di Corrado D'Errico (1939)
- Lotte nell'ombra, regia di Domenico Gambino (1939)
- Traversata nera, regia di Domenico Gambino (1939)
- Il sogno di Butterfly, regia di Carmine Gallone (1939)
- Una moglie in pericolo, regia di Max Neufeld (1939)
- Torna, caro ideal!, regia di Guido Brignone (1939)
- La prima donna che passa, regia di Max Neufeld (1940)
- L'attore scomparso, regia di Luigi Zampa (1941)
- L'amante segreta, regia di Carmine Gallone (1941)
- Il pozzo dei miracoli, regia di Gennaro Righelli (1941)
- Luce nelle tenebre, regia di Mario Mattoli (1941)
- Fari nella nebbia, regia di Gianni Franciolini (1942)
- La principessa del sogno, regia di Roberto Savarese (1942)
- Acque di primavera, regia di Nunzio Malasomma (1942)
- La vispa Teresa, regia di Mario Mattoli (1943)
- La primadonna, regia di Ivo Perilli (1943)
- La freccia nel fianco, regia di Alberto Lattuada (1943)
- Il cappello da prete, regia di Ferdinando Maria Poggioli (1943)
- Un uomo ritorna, regia di Max Neufeld (1946)
- Il tiranno di Padova, regia di Max Neufeld (1946)
- La gondola del diavolo, regia di Carlo Campogalliani (1946)
- La signora delle camelie, regia di Carmine Gallone (1947)
- Sangue a Ca' Foscari, regia di Max Calandri (1947)
- L'isola del sogno, regia di Ernesto Remani (1947)
- Il barone Carlo Mazza, regia di Guido Brignone (1948)
- Torna a Napoli, regia di Domenico Gambino (1949)
- Marechiaro, regia di Giorgio Ferroni (1949)
- Il nido di falasco, regia di Guido Brignone (1950)
- Processo contro ignoti, regia di Guido Brignone (1952)
- In amore si pecca in due, regia di Vittorio Cottafavi (1953)
- Capitan Fantasma, regia di Primo Zeglio (1953)
- L'orfana del ghetto, regia di Carlo Campogalliani (1954)
- La Luciana, regia di Domenico Gambino (1954)
- Allegro squadrone, regia di Paolo Moffa (1954)
- La regina Margot, regia di Jean Dréville (1954)
- La cortigiana di Babilonia, regia di Carlo Ludovico Bragaglia (1955)
- Il conte Aquila, regia di Guido Salvini (1955)
- Accadde tra le sbarre, regia di Giorgio Cristallini (1955)
- Adriana Lecouvreur, regia di Guido Salvini (1955)
- Le schiave di Cartagine, regia di Guido Brignone (1956)
- Amaramente, regia di Luigi Capuano (1956)
- Guaglione, regia di Giorgio Simonelli (1957)
- Amarti è il mio destino, regia di Ferdinando Baldi (1957)
- Solo Dio mi fermerà, regia di Renato Polselli (1957)
- Dinanzi a noi il cielo, regia di Roberto Savarese (1957)
- La chiamavan Capinera..., regia di Piero Regnoli (1957)
- El Alamein, regia di Guido Malatesta (1957)
- Un amore senza fine, regia di Mario Terribile (1958)
- Le cameriere, regia di Carlo Ludovico Bragaglia (1959)
- Fantasmi e ladri, regia di Giorgio Simonelli (1959)
- La battaglia di Maratona, regia di Bruno Vailati (1959)
- Lo sparviero dei Caraibi, regia di Piero Regnoli (1962)
- I due della legione, regia di Lucio Fulci (1962)
- Gli onorevoli, regia di Sergio Corbucci (1963)
- Brenno il nemico di Roma, regia di Giacomo Gentilomo (1963)
- D'Artagnan contro i 3 moschettieri, regia di Fulvio Tului (1963)

### Prosa radiofonica Rai
- Gli alberi muoiono in piedi, commedia di Alessandro Casona, regia di Emma Gramatica, trasmessa il 14 settembre 1953.

### Prosa televisiva Rai
- Lorenzaccio di Alfred De Musset, regia di Mario Ferrero, trasmessa il 19 novembre 1954.
- Il cavaliere senza armatura, regia di Guglielmo Morandi, trasmessa il 18 gennaio 1957.
- Marcellino pane e vino, regia di Lino Girau, trasmesso il 25 aprile 1958.
- La taglia, regia di Guglielmo Giannini, trasmessa l'11 aprile 1959.
- Casa paterna di Herman Sudermann, regia di Mario Landi, trasmessa il 15 febbraio 1960.
- Una tragedia americana di Theodore Dreiser, regia di Anton Giulio Majano, trasmessa dall'11 novembre al 23 dicembre 1962.

### Regia, sceneggiatore e produttore
- L'amore è come il sole (1969)

## Doppiaggio
- Ian Keith in La regina Cristina[1] (doppiaggio originale)